# Pachyhyrax
Pachyhyrax — рід травоїдних ссавців, які належать до групи Paenungulata.